# スガモ智之
スガモ 智之（すがも ともゆき、1979年10月23日 - ）は、日本のものまね芸人。読売ジャイアンツの菅野智之のものまねを持ちネタとする。

## 人物
東京都練馬区出身。京北商業高等学校卒業。
小学生の高学年の時、父親がジャイアンツファンでテレビで、ジャイアンツ戦を毎日のように見ており、本人も一緒に見ていたのがきっかけでジャイアンツファンになる。東京ドームにも一度父親にジャイアンツの応援で連れて行ってもらう。小学校3年生の時に地元の少年野球チームに入ろうかと思い見学に行くが、練習中の声だしにびびってしまい少年野球チームに入らず合唱団に入る。
中学校では3年間バスケットボール部に所属。漫画『スラムダンク』が大ブームになるが、バスケットボール部に入った後から読み始める。スラムダンクのお陰でバスケが上手くなったと言っていた。中学2年生からレギュラーになる。なお、チームは弱小で公式戦で2回戦進出は一度しか果たしていない。また、当時毎日辛い練習できつかったのに何故勝てないのか嘆いていた。
2002年、東京NSCに8期生として入学。同期に尾形貴弘（パンサー）、ジョイマン、スリムクラブ等。2003年4月1日、芸名「はがちゃん」としてピン芸人デビュー。交流のある塙宣之（ナイツ）によると、ライブで最下位を取り相談を受けた。2016年5月、よしもとクリエイティブエージェンシー退所。
2017年1月1日より、菅野智之投手のものまね芸人になり、芸名を「スガモ智之」へ改名。フリーで活動後、2018年5月にSMA NEET Projectへ入所。
2017年、ジャイアンツ春期宮崎キャンプ・沖縄キャンプで菅野投手と初対面。投球フォームを披露するが野球未経験の為、素人の投げ方で「素人じゃねーか!」と内海哲也投手、菅野投手に突っ込まれ笑ってもらうが、「似せてからまた見せに来い!」と更に突っ込まれる。また、菅野投手、大竹寛投手から投げ方を指導される。
2018年、ジャイアンツ春期沖縄キャンプに再度行き、投手陣の練習の休憩の時に選手にものまねフォームを披露するが笑いは取れず、菅野投手から「もっと研究して」と叱咤激励をされる。その後独学で菅野投手のフォームを研究して、2018年11月に特番で復活したフジテレビ『ザ・細かすぎて伝わらないものまね』に”『報道ステーション』スポーツコーナー熱盛りのパロディで、菅野智之投手がクライマックスシリーズ東京ヤクルトスワローズ戦でノーヒットノーランを達成したシーン”のものまねで出演する。
2019年12月末日SMAを退所する。
2021年2月SMAに復帰する。
2022年11月SMAを退所する。

## 出演
- 2005年 - ダウンタウンのガキの使いやあらへんで! 絶対に笑ってはいけない高校で生徒役で参加、野球部のシーンで一言台詞を言う

体育館のシーンでは何度も見きれている
- 2017年 - スポーツLIFE HERO'S、中居正広のプロ野球珍プレー好プレー大賞2017、Nスタ、NEWS23、はやドキ!、あさチャン!、グッド！モーニング　スポーツコーナーで菅野投手と接している所が取り上げられる

2018年ザ・細かすぎて伝わらないモノマネ
- 2019年2月 - テレビ東京「モヤモヤさまぁ〜ず2」北池袋周辺 千川びーちぶで、さまぁ〜ず・福田典子アナウンサーにネタを見てもらう
- 2019年3月 - BSテレ東「バカリズムの30分ワンカット紀行」 水道橋のお店紹介で出演
- 2019年5月 - 日本テレビ「有吉×巨人」　ゲスト出演したナイツ塙に紹介されネタ動画、宣材写真がオンエアーされる
- 2019年8月 - 日本テレビ「有吉×巨人」有吉にネタを披露する
- 2021年9月 - YouTubeナイツ塙の自由時間

企画劇団スティックのメンバーに研究生として入る
- 2021年12月 - YouTubeナイツ塙の自由時間内の地下芸人ラジオ

で年間MVPに選ばれる
2020年から2021年までに6回出演する
- 2022年12月中居正広のプロ野球珍プレー好プレー大賞2022に2017年に放送された映像がまた放送される
- 2023年4月-マツコ会議にナイツゲスト出演回に劇団スティックが映像で紹介される

7月ザ・細かすぎて伝わらないモノマネにちょいまねジャパンの一員で宮城大弥投手のモノマネで出演する
- 2023年10月21日、28日

フジテレビ
さんまのお笑い向上委員会ナイツ向上ゲスト回にひな壇で出演